# Abbazia di Santa Maria di Rivalta
L'abbazia cistercense di Santa Maria di Rivalta è un edificio religioso che appartiene al complesso monumentale di Rivalta Scrivia, frazione di Tortona, sulla riva sinistra del torrente Scrivia, nei pressi dell'incrocio di antiche strade romane (via Aemilia Scauri e via Postumia), divenute nel Medioevo importanti vie di transito commerciale e di pellegrinaggio. Le origini dell'abbazia di Rivalta Scrivia risalgono al 16 gennaio 1180, quando Folco, abate dell'abbazia cistercense di Lucedio nel vercellese, promise ad Oberto, vescovo di Tortona, di facere ecclesiam de Ripaalta abbatiam del proprio ordine e di rispettare i diritti della chiesa di Tortona.

## Storia

### Secoli XII-XIII

#### Le origini
Si hanno notizie a Rivalta Scrivia di una chiesa dedicata a san Giovanni e di una piccola comunità monastica benedettina già nel 1151. In quell'anno il vescovo di Tortona Guglielmo faceva dono a Guido, priore della chiesa di Rivalta, del luogo di Goide dove l'anno precedente si era insediata una comunità di fratres guidati da un sacerdote chiamato Bartolomeo.
Il domino Ascherio,  fece crescere la piccola comunità monastica composta in questa prima fase sia da laici che da religiosi. Nel giro di pochi anni l'abbazia conobbe un notevole sviluppo, favorita anche dal contesto storico che vide un notevole indebolimento di Tortona, che nel 1155 venne distrutta dopo l'assedio mossole da Federico Barbarossa in quanto alleata del comune di Milano nel corso della guerra contro la Lega lombarda.
Nel 1153 Ascherio compare come agente della chiesa di San Giovanni e nel 1155 acquisisce il titolo di abbas. Sotto la guida dell'abate Ascherio, appartenente al ceto aristocratico, fu organizzata una comunità monastica che con le proprie risorse e per mezzo di acquisti e di donazioni provenienti da privati, estese e rafforzò la base fondiaria della chiesa di San Giovanni sia in Rivalta sia in Goide.
Dopo il 1170 si accentuarono i contrasti tra san Giovanni e la chiesa tortonese, Ascherio fu indotto a collegare Rivalta ai monaci cistercensi alle dipendenze dell'Abbazia di Lucedio, con l'arrivo di Folco, abate di Lucedio, che nominò Pietro nuovo abate di Santa Maria di Rivalta, concorde con Oberto, vescovo di Tortona, che aveva richiesto di facere ecclesiam de Ripa alta abbatiam del proprio ordine e di rispettare i diritti della chiesa tortonese
.
Nel suo testamento del 1185 l'abate Ascherio rinuncia a tutti i diritti che vantava sulla chiesa di San Giovanni a favore del monastero cistercense donando inoltre l'abbazia di Santa Maria di Acqualunga, fondata in seguito alla sua partenza da Rivalta nel 1180 con l'arrivo dei cistercensi.

#### La fondazione dell'abbazia di santa Maria
L'abate Pietro subentrò ad Ascherio nel 1180 e fu allora che vennero avviati i lavori per l'edificazione della nuova abbazia dedicata a santa Maria. A partire dal 1183 il titolo di san Giovanni si affiancò alla dedicazione di santa Maria, obbligatoria per le chiese abbaziali cistercensi, consolidando così pienamente il cambiamento avvenuto. L'inizio della costruzione dell'attuale edificio è dunque da collocarsi in questo periodo temporale, tra il gennaio del 1180 ed il febbraio del 1183.
Il primo segno documentato dell'insediamento del potente ordine cistercense, fondato nel 1098 in Borgogna, è l'atto di acquisto di una pezza di terra aratoria posta presso la chiesa, stipulato dal nuovo abate Pietro il 26 aprile 1184.
Nel primo ventennio di lavori venne costruita la zona absidale. I lavori proseguirono sul lato destro del transetto dove venne eretta la parte dei monaci. Con una scala a doppia rampa si accedeva al dormitorio dei monaci del piano superiore.
Verso la fine del XII secolo pare avesse già preso forma la parte dei conversi, parallela a quella dei monaci sul lato opposto del chiostro. L'accesso era nella prima campata della chiesa. In questa ala si svilupparono il cellier (farmacia, magazzino), il dormitorio, il refettorio e altri locali di servizio. Intorno al nucleo del monastero furono costruiti i laboratori dei conversi, l'economato, e la foresteria per l'assistenza dei poveri e dei malati. Un muro di cinta circondava e delimitava tutta l'area del complesso con alcune porte custodite da un porterius.
Agli inizi del XIII secolo un secondo progetto sostituisce quello originario, portando a termine la costruzione del transetto e delle navate. Al contrario di una prima valutazione storica, i due chiostri - spesso citati durante le fasi costruttive dell'abbazia - non furono contemporanei, bensì furono due fasi costruttive dello stesso manufatto in tempi diversi. In un documento del 24 marzo 1244 si parla di un chiostro veteri, parte del chiostro venne ricostruito durante i lavori per la sala del capitolo intorno al 1220. Lungo la navata laterale della chiesa sopravviveva invece una manica del chiostro edificato al termine del XII secolo, coevo alla costruzione della sacrestia.
La decorazione della chiesa segue fermamente le indicazioni della regola di Bernardo di Chiaravalle che prevedeva una ampia austerità e pulizia. L'ornamento era completamente subordinato alla funzione statica dell'edificio. Rigore formale, soggetti vegetali o geometrici stilizzati, e solo nel XV secolo ci sarà spazio per l'apparato pittorico quando le strette regole cistercensi si erano ormai affievolite.
Si presume che entro il 1260 la chiesa dovesse essere completata, nonostante le varie fasi intermedie del cantiere, testimoniate dall'estrema varietà dei pilastri (cruciformi, circolari, ottagonali). Della parte del monastero è rimasta solo la sala capitolare suddivisa in nove campate. Degli ambienti dei conversi sopravvive il cellier.

#### La grange monastica e le filiazioni di Rivalta
L'abbazia venne dunque ultimata verso la seconda metà del XIII secolo, nel periodo di maggior prosperità per il monastero, il quale si era articolato in molte grange. Qui di seguito lo schema delle filiazioni abbaziali di Rivalta che include anche la ramificazione anteriore:
| Abbazia di Cîteaux - 1098 |  |                                          |  |                                             |
|                           |  | Abbazia di La Ferté - 1113               |  |                                             |
|                           |  |                                          |  |                                             |
|                           |  |                                          |  | Abbazia di Santa Maria di Lucedio - 1124    |
|                           |  |                                          |  |                                             |
|                           |  |                                          |  | Abbazia di Santa Maria di Rivalta - 1180    |
|                           |  |                                          |  |                                             |
|                           |  |                                          |  | Abbazia di Santa Maria di Acqualunga - 1204 |
|                           |  |                                          |  |                                             |
|                           |  | Abbazia di Santa Maria del Porale - 1237 |  |                                             |
|                           |  |                                          |  |                                             |

### Secoli XIV-XV
Nei secoli XIV e XV la vita spirituale e monastica decadde insieme agli edifici. L'abbazia fu concessa in commenda il 23 dicembre 1478 da papa Sisto IV a Guidone de Torelli, chierico di Parma.

### Secolo XVI
Con bolla del 12 novembre 1538 papa Paolo III unì l'abbazia di Rivalta alla Congregazione cassinese di Santa Giustina, consegnando il monastero ai monaci benedettini di San Nicolò del Boschetto di Genova. Il 30 gennaio 1546 i monaci del Boschetto, succeduti ai cistercensi nella proprietà del monastero rivaltese, vendettero la maggior parte dei terreni di Rivalta al genovese Adamo Centurione. Dalla metà del XVI secolo l'abbazia divenne chiesa parrocchiale.

### Secolo XVII
I monaci benedettini abbandonarono il monastero alla fine del XVII secolo, lasciando un parroco secolare a garantire la cura delle anime.
Nel 1654 il patrizio genovese Agostino Airoli fu investito del feudo di Rivalta con il titolo di marchese e iniziò la costruzione di una residenza nobiliare utilizzando anche parte del monastero medievale (l'ala dei conversi). Inoltre, dato che la chiesa abbaziale era addossata a detta residenza, l'Airoli propose ai monaci e al vescovo di Tortona di potersi scostare dalla chiesa che soffoca una parte del Palazzo, demolendone alcune campate e farci piazza, con rimodernare la restante, per adibirla ad oratorio parrocchiale. Così, come risulta da una pianta di Rivalta del 1687, la facciata fu abbattuta e la chiesa fu ridotta da quattro a tre campate.

## Descrizione

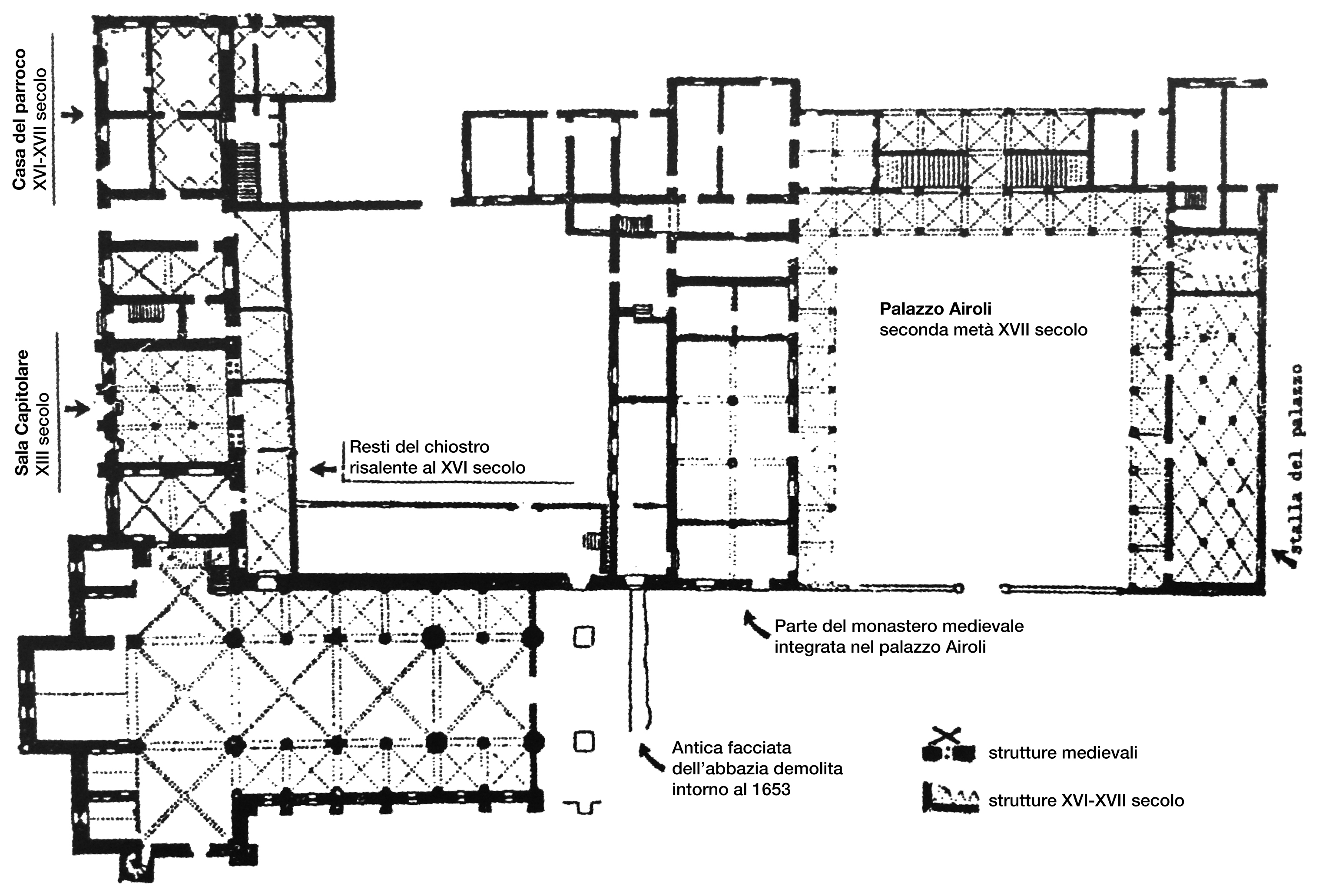
Rilievo del complesso monumentale dell'abbazia

### La chiesa

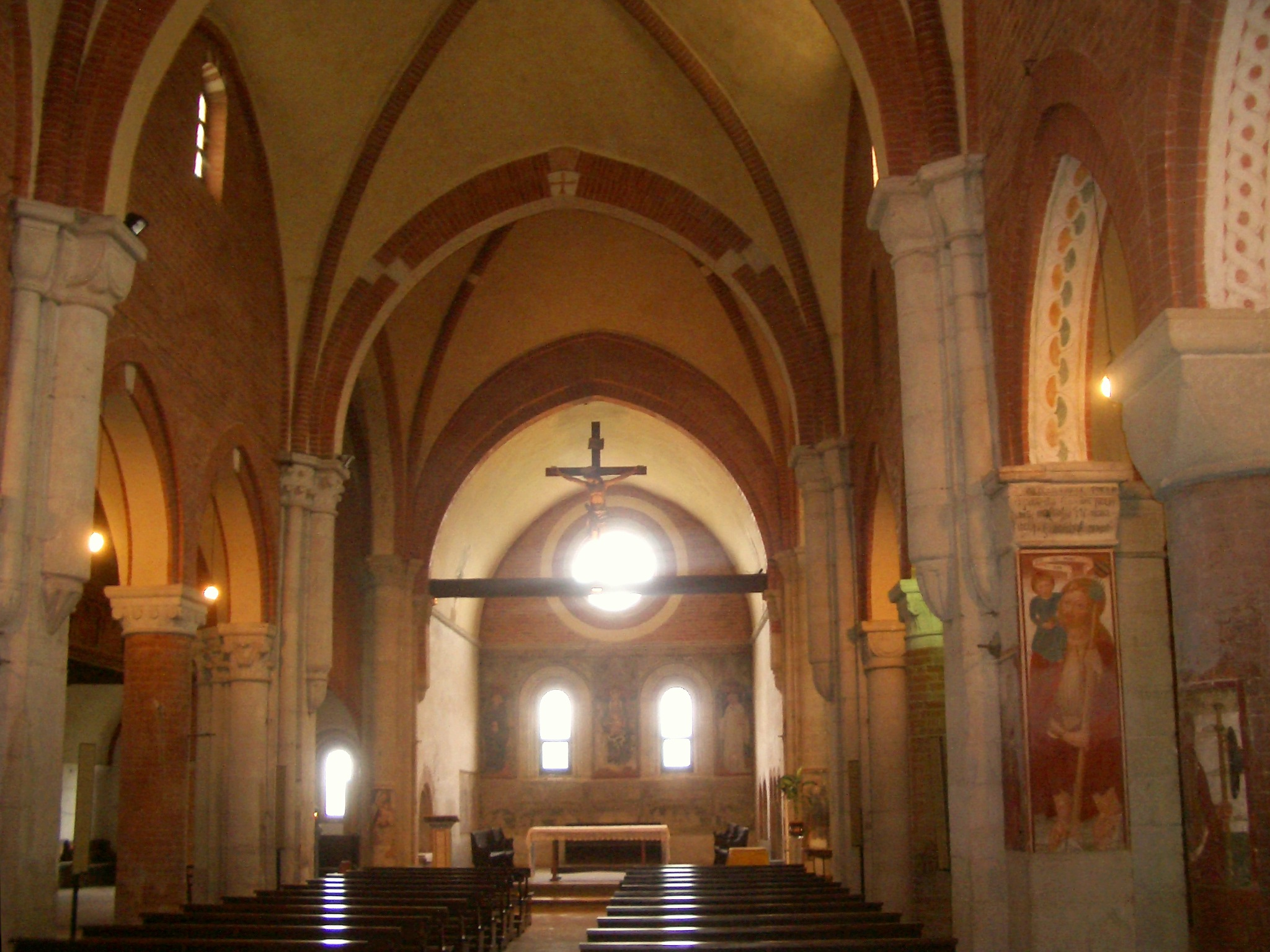
Navata centrale dell'abbazia

La chiesa fu costruita seguendo fedelmente i dettami dell'architettura cistercense sanciti da San Bernardo, che prevedeva estrema semplicità e linearità delle forme. La pianta è a croce latina con abside e cappelle laterali quadrangolari con volte a botte archiacuta. Si tratta di un edificio di notevoli dimensioni, nonostante l'abbattimento di una - la prima - delle quattro campate verso la metà del XVII secolo, misura complessivamente 40 metri di lunghezza e 16 di larghezza in navata.
Le tre campate sopravvissute sono coperte da volte a crociera costolonate, nella navata centrale e nel transetto, mentre le navate laterali sono coperte da volte a crociera semplice. Le navate sono scandite dall'alternanza di pilastri forti e pilastri deboli, caratterizzati da una notevole varietà morfologica (poligonali, circolari e a fascio), costruiti in pietra e in mattone. I capitelli pensili dei pilastri forti sono cubici ad angoli smussati. I sostegni deboli hanno capitelli decorati con motivi vegetali stilizzati.
Nel XVII secolo la chiesa fu arricchita da otto altari: oggi ne rimangono due in mattoni (in stile barocco) e altri quattro in legno dorato acquistati nel 1864, provenienti dal Duomo di Tortona. Nel XVIII secolo la chiesa fu intonacata e nel 1773 rifatto il pavimento in cotto.
Nel transetto di sinistra fu costruito da Carlo Vegezzi Bossi nel biennio 1893-1894 un organo a due tastiere di 38 registri e 27 pedali. Lo strumento fu collaudato nel novembre 1894 da Giuseppe Perosi, maestro di cappella del duomo di Tortona, padre del più noto Lorenzo.

### Il monastero

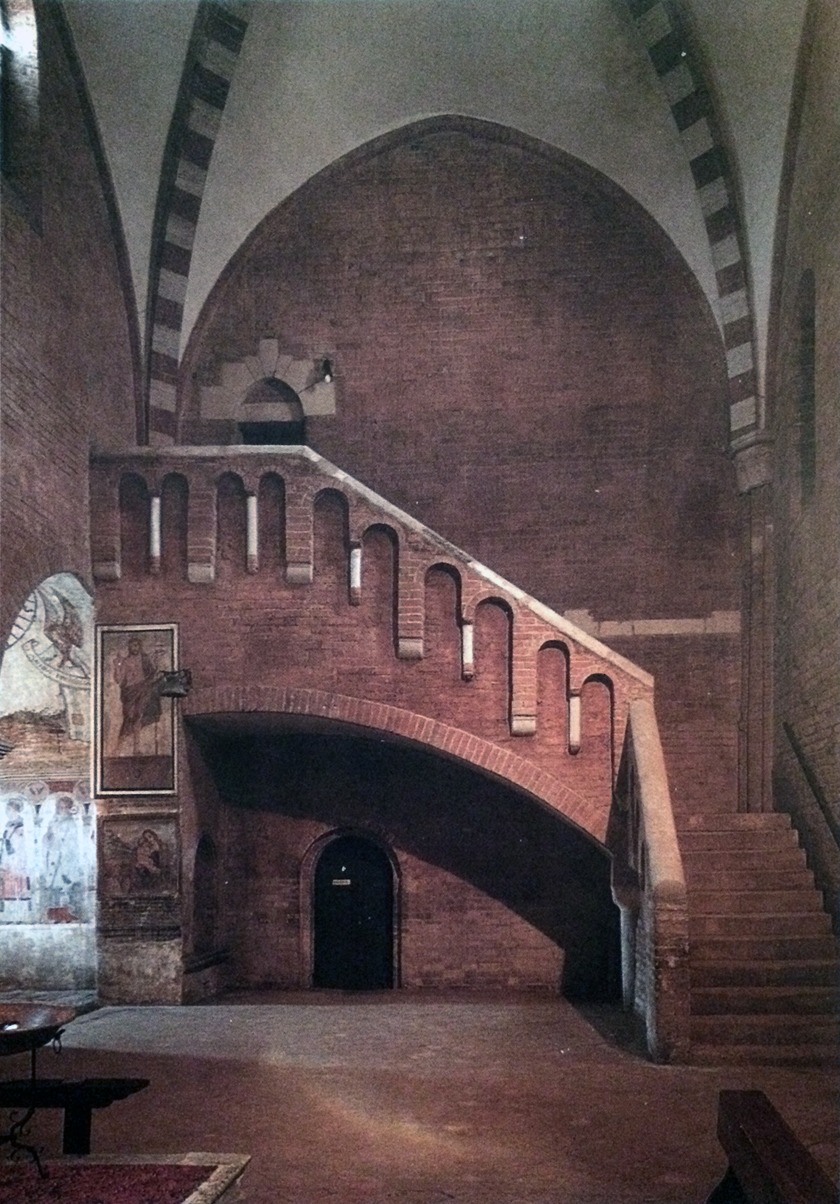
Scala di accesso al dormitorio nel transetto di destra

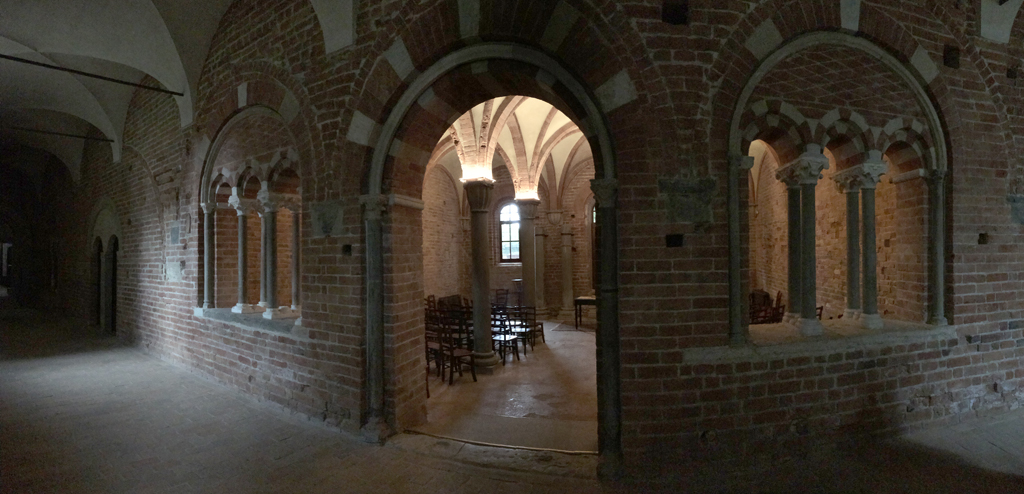
Panoramica dell'ingresso della sala capitolare con le due trifore

Quando la chiesa fu compiuta, gli edifici monastici erano già stati in gran parte completati nei primi decenni del XIII secolo. Del monastero sopravvive solo la sala capitolare in stile gotico-cistercense, che prendeva luce dal chiostro per mezzo di due trifore a piccole colonne binate con capitelli. La sala, situata ad un livello inferiore rispetto al piano del corridoio che risale a quello di un chiostro molto più tardo (XVI-XVII secolo), è suddivisa in nove campate coperte da volte a crociera archiacute con ogive in cotto, sorrette da quattro colonne lapidee con capitelli a fasci circolari.

### Patrimonio pittorico
La chiesa dell'abbazia rivaltese acquista un ulteriore valore storico-artistico grazie alla presenza di un ricco apparato pittorico che orna le pareti interne, i pilastri ed alcuni altari.
Solo dalla prima metà del XV secolo ci si dedicò alla decorazione ad affresco, proseguita sino agli inizi del secolo successivo. Si notano così le diverse connotazioni stilistiche che distinguono le opere. Una matrice tardo-gotico rivolta al valore decorativo è presente negli affreschi più antichi (San Bernardo, San Benedetto e la Madonna col Bambino, quelli visibili nell'abside, mentre una volontà improntata ad un più preciso realismo di forme si osserva nelle figurazioni con santi, alcune datate e firmate da Franceschino Boxilio (San Cristoforo e Vergine col Bambino e monaco orante). Il confronto stilistico e l'analisi critica consentono di proporre l'attribuzione al Boxilio sia delle due cappelle destre del transetto con figure di santi, sia della Lactatio Virginis (nello specifico, la Lactatio Bernardi), riquadro che orna il secondo altare destro. L'artista, insieme al padre Manfredino, sembra aver contribuito alla realizzazione e alla diffusione di un linguaggio pittorico di modi e formule che caratterizzarono gran parte della produzione pittorica locale tra il XV e il XVI secolo.
Sebbene Franceschino Boxilio rimanga l'unico nome noto tra coloro che in fasi alterne operarono all'interno dell'edificio religioso, si può osservare una stessa corrente d'influenza artistica prettamente lombarda cui i diversi artisti guardavano come modello. La decorazione pittorica, caratterizzata da una connotazione votiva, si presenta con forti accentuazioni popolari, incentrata su scelte compositive semplici ed immediate che utilizzano un reperto iconografico vario ed elaborato.

### Restauri
Nel 1894, dopo anni di continue richieste di restauro della vasta chiesa parrocchiale, il comune di Tortona curò il restauro della copertura, ma la cattiva esecuzione del lavoro si mostrò subito, già dopo pochi anni.
A segnalare l'importanza artistica di Rivalta ad Alfredo d'Andrade, direttore all'Ufficio Regionale per i Monumenti del Piemonte e della Liguria, fu Aristide Arzano, fondatore della Pro Iulia Dertona, con una relazione inviata il 10 febbraio 1892. Fu lo stesso Andrade a sollecitare ed ottenere i contributi per un nuovo intervento che si svolse per il tetto della chiesa tra giugno e luglio del 1899 e per le coperture del monastero nello stesso periodo dell'anno 1900. Nel 1923 la sala capitolare, fino a quel momento suddivisa da pareti, venne recuperata con l'allontanamento degli inquilini che la occupavano.
Nella primavera del 1942 si attuò un primo restauro interno dell'abbazia, voluto ed interamente finanziato dal parroco dell'epoca don Giovanni Pagani. In quell'occasione, sotto il controllo del soprintendente Vittorio Mesturino, vennero riportati alla luce alcuni affreschi del presbiterio, ripuliti gli archi, rifatto l'intonaco alle vele delle volte e ripristinata la bicromia rossa e bianca. Nel 1943 vennero restaurati gli affreschi insieme al rosone absidale. La seconda guerra mondiale interruppe ogni successivo intervento.
Tra il 1968 ed il 1970 il parroco don Modesto Radoani ripristinò la prima cappella absidale sinistra e rimosse le balaustre che delimitavano il presbiterio e l'altare maggiore, che venne in seguito demolito.
Dal 1997 è iniziata l'opera di restauro di tutto il complesso monumentale con il determinante intervento finanziario della Fondazione Cassa di Risparmio di Tortona. Tra il marzo e il dicembre del 1998 è stata rifatta la copertura dell'abbazia, mentre tra il dicembre 1998 e l'ottobre 1999 sono stati recuperati la sala capitolare ed i resti del monastero. Nel 2000 è stata restaurata la facciata e tra il 2002 e il 2004 sono state restaurate le volte di tutta la chiesa.
Tra il giugno 2010 e il giugno 2011 sono stati restaurati gli affreschi boxiliani posti nelle due cappelle di destra; un secondo cantiere durato tra il settembre 2011 e il marzo 2012 ha interessato le decorazioni gotiche dell'abside e l'affresco della Trinità.
Orari di apertura: l'abbazia è aperta tutte le domeniche e giorni festivi da marzo a novembre ore 15.00-18.00.

## Cronotassi degli abati e dei parroci
Abati claustrali
Ascherio: 1155-1180
Abati claustrali cistercensi
Pietro: 1180-1184
Giacomo: 1186-1193
Rolando: 1193
Giacomo: 1194-1207
Ottone: 1207-1209
Oberto: 1209-1210
Amico: 1210
Butino: 1212
Burno: 1213-1214
Yvo: 1215-1217
Durio: 1219
Giovanni: 1223
Eurando: 1227-1228
Bartolomeo: 1230-1237
Giovanni: 1237-1242
Enrico: 1247
Pietro Bussone: 1253-1254
Enrico: 1256
Bartolomeo: 1263-1266
Enrico: 1269-1273
Bassano: 1282
Enrico da Fubine: 1289
Guglielmo de Vercelli: 1292
Giovanni de Vercelli: 1295-1296
Pietro Pastorino: 1300-1302
[…]
Nicola da Alessandria: 1334-1342
Giacomo: 1356-1365
Cristoforo della Croce: 1385-1386
Almadio: 1390
Giovanni Spinola: 1410-1413
Gregorio da Camogli: 1413-1420
Antonio Grassi: 1420-1421
Carlo Guidobono: 1421-1427
Giacomo Filippo Crivelli: 1427-1457
Giacomo Bigurra: 1458-1463
Gabriele Montemerlo: 1464-1478
Abati commendatari
Guidone Torelli: 1478-1494
Antonio Galeazzo Bentivoglio: 1494-1504
Bernardino Bottigella: 1504-1512
Ottobono Fieschi: 1512-1522
[…]
Giovanni Matteo Giberti: 1528-1538
Rettori della parrocchia (Monaci benedettini)
Tito da Moneglia: 1553
Giovanni Battista da Pietra: 1559-1562
Paolo Ispano: 1568
Aurelio da Brescia: 1568-1584
Benedetto da Genova: 1585
Angelo: 1586
Ludovico da Mantova: 1587-1588
Benedetto da Pavia: 1590-1591
Paolo: 1592-1594
Romano da Genova: 1594-1596
Benedetto da Genova: 1597
Callisto da Bobbio: 1598
Romano da Genova: 1599
Ippolito: 1599
Arcangelo da Nizza: 1603
Serafino da Brescia: 1611
Clemente da Genova: 1614
Romano da Genova: 1615
Clemente da Genova: 1615
Gerolamo Soriano: 1616
Allegro da Brescia: 1616
Gio Francesco da Genova: 1617-1621
Gerolamo da Genova: 1623
Mauro da Varzi: 1624
Prospero: 1624
Andrea da Piacenza: 1625-1628
Serafino da Mantova: 1629-1631
Pietro Paolo da Firenze: 1631-1633
Mauro di San Giovanni: 1634
Innocenzo da Genova: 1634
Anastasio da Clarasco: 1639
Lattanzio da Genova: 1647-1650
Desiderio da Genova: 1650-1654
Pietro Francesco da Genova 1654-1660
Benedetto Bardi: 1660-1663
Angelo Maria Pallavicini: 1663-1666
Antonio Pini: 1666-1674
Francesco Viola: 1674-1686
Marcantonio Grandi: 1686-1692
Parroci secolari
Andrea Campi: 1692-1719
Gio Benedetto Campi: 1719-1745
Giovanni Battista Campi: 1745-1762
Gio Batta Silvano: 1762-1779
Gio Alessandro Vagnozzi: 1782-1784
Angelo Guidi: 1784-1823
Lorenzo Ponzano: 1823-1852
Pasquale Carraro: 1853-1856
Ferdinando Persi: 1856-1870
Giacomo Bottazzi: 1870-1882
Andrea Dapino: 1883-1922
Dante Clerico: 1922-1923
Giovanni Pagani: 1923-1965
Modesto Radoani: 1965-2014
Giuseppe Massone: 2014 - 2024
```
Carlo Curone  
2024
```

## Galleria d'immagini

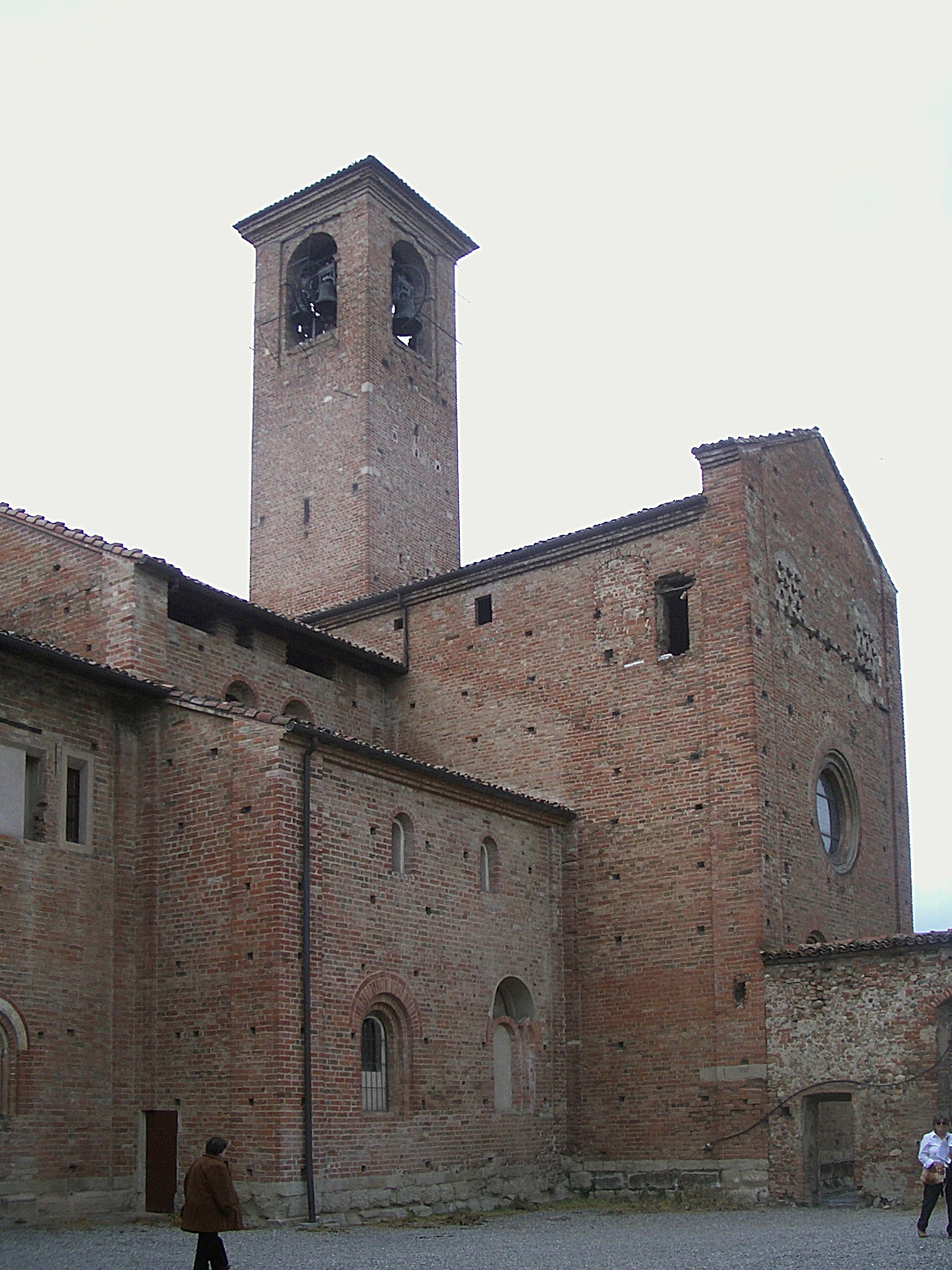
Veduta posteriore della chiesa
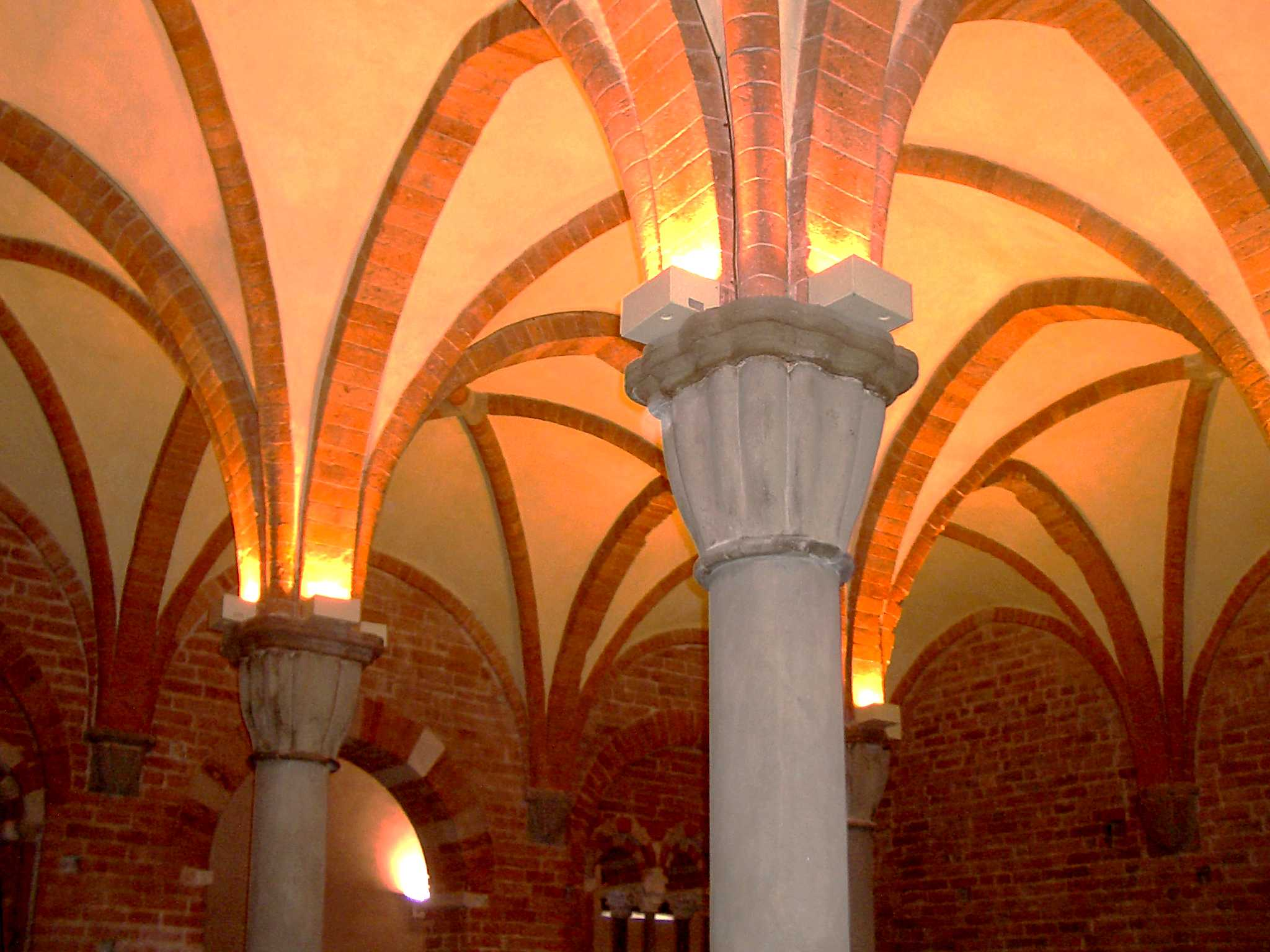
Sala capitolare
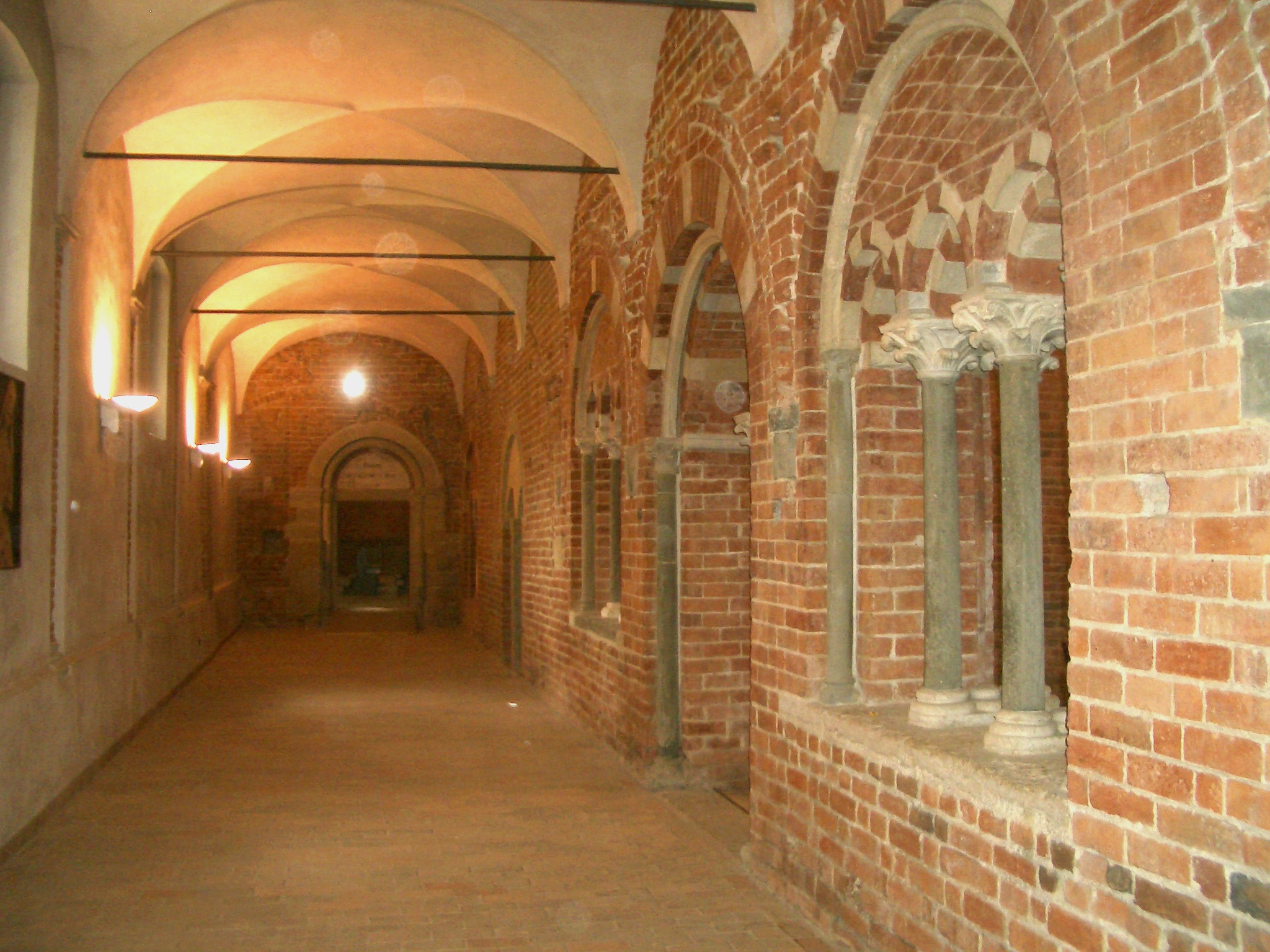
Resti del chiostro
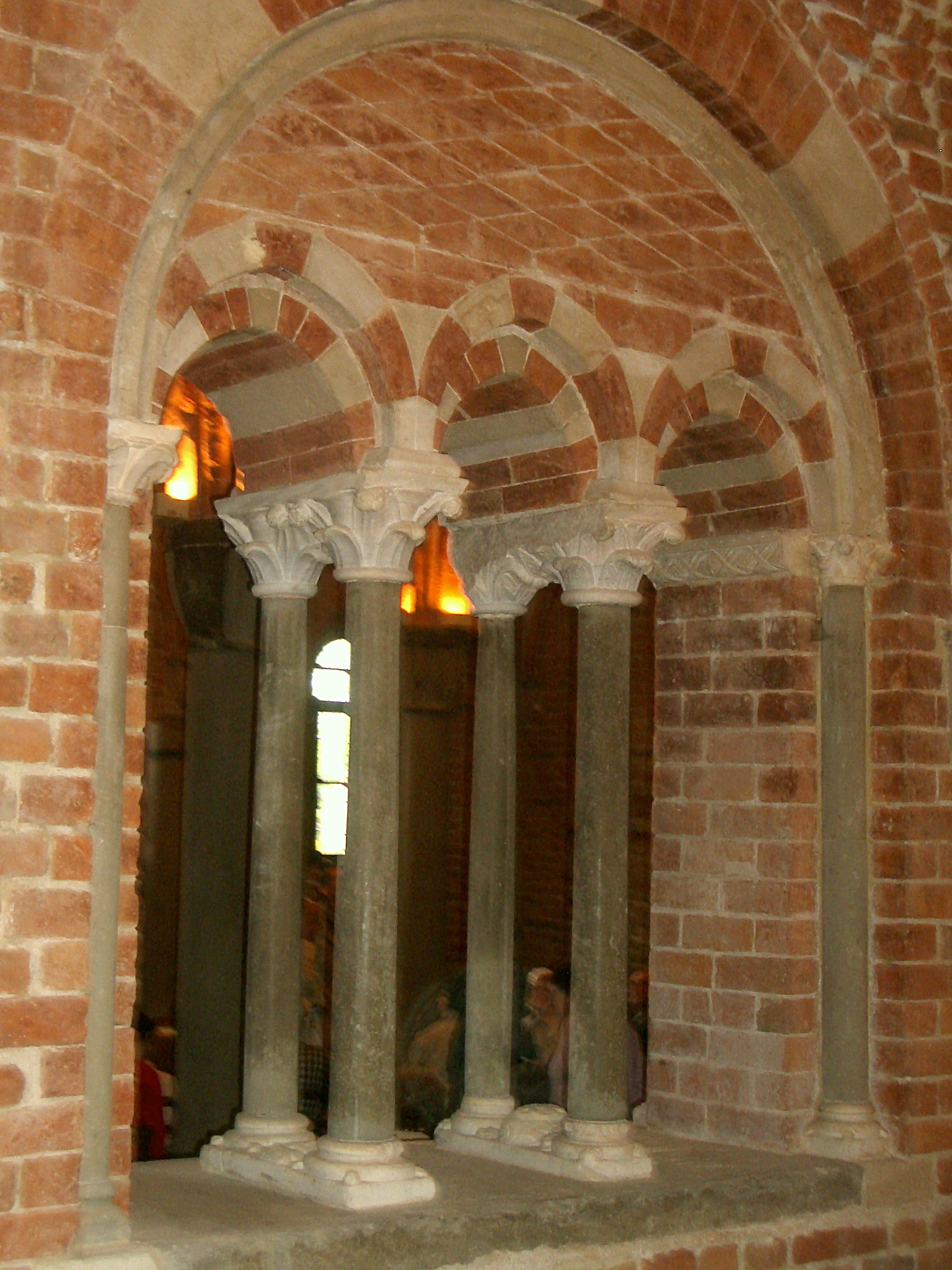
Trifora del chiostro
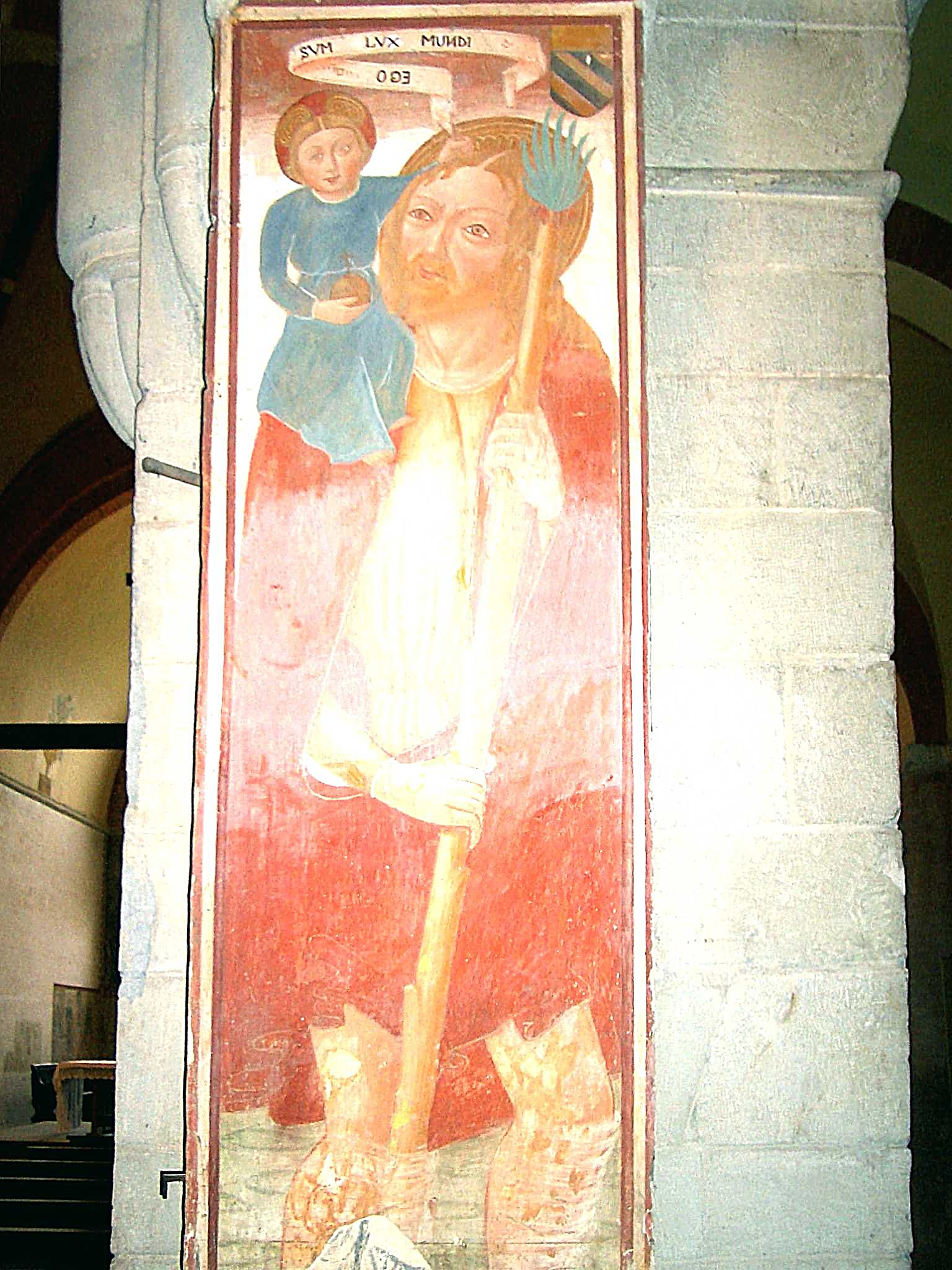
Franceschino Boxilio, San Cristoforo, affresco
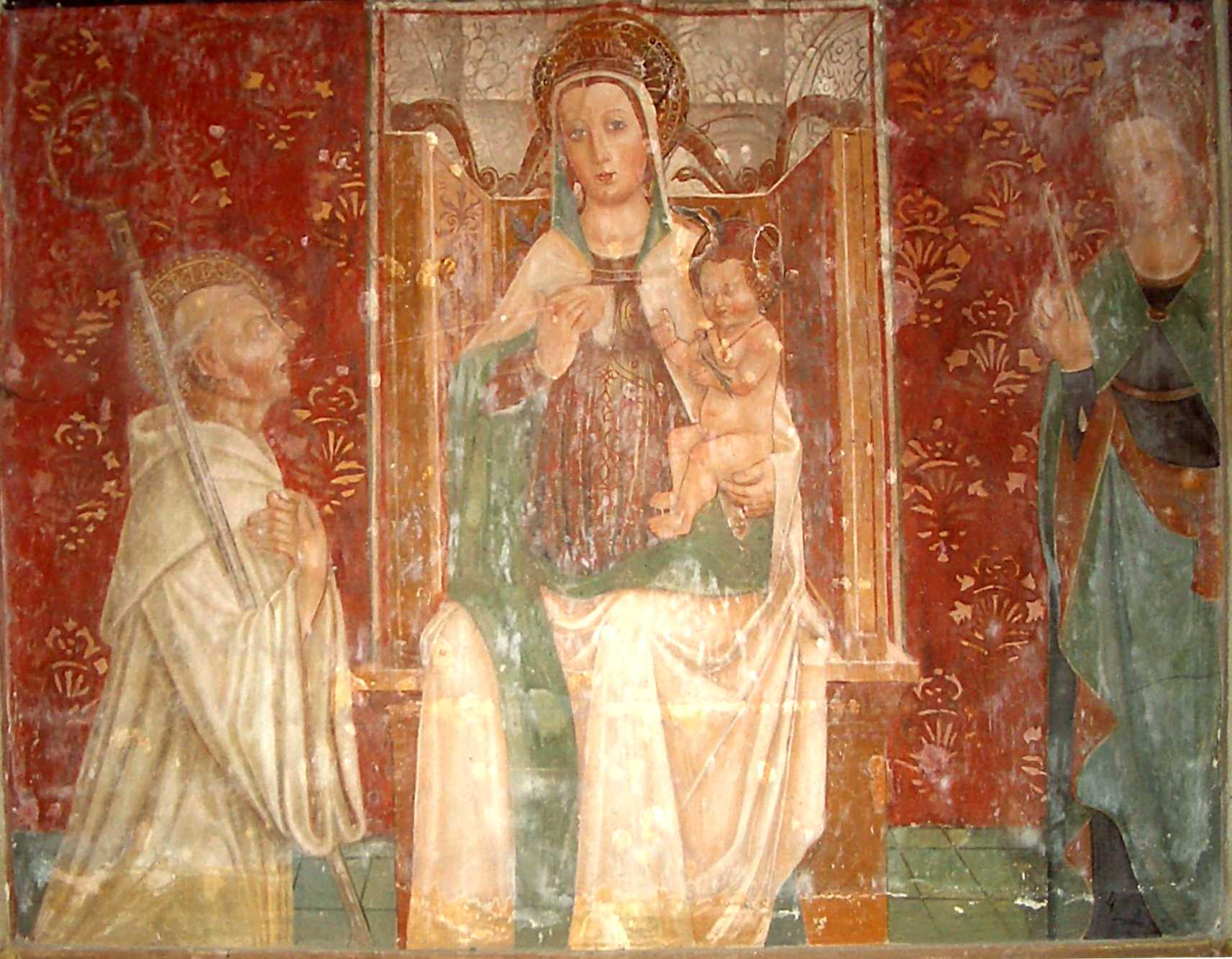
Franceschino Boxilio, Lactatio di San Bernardo da Chiaravalle, affresco sul tema iconografico della Lactatio Bernardi
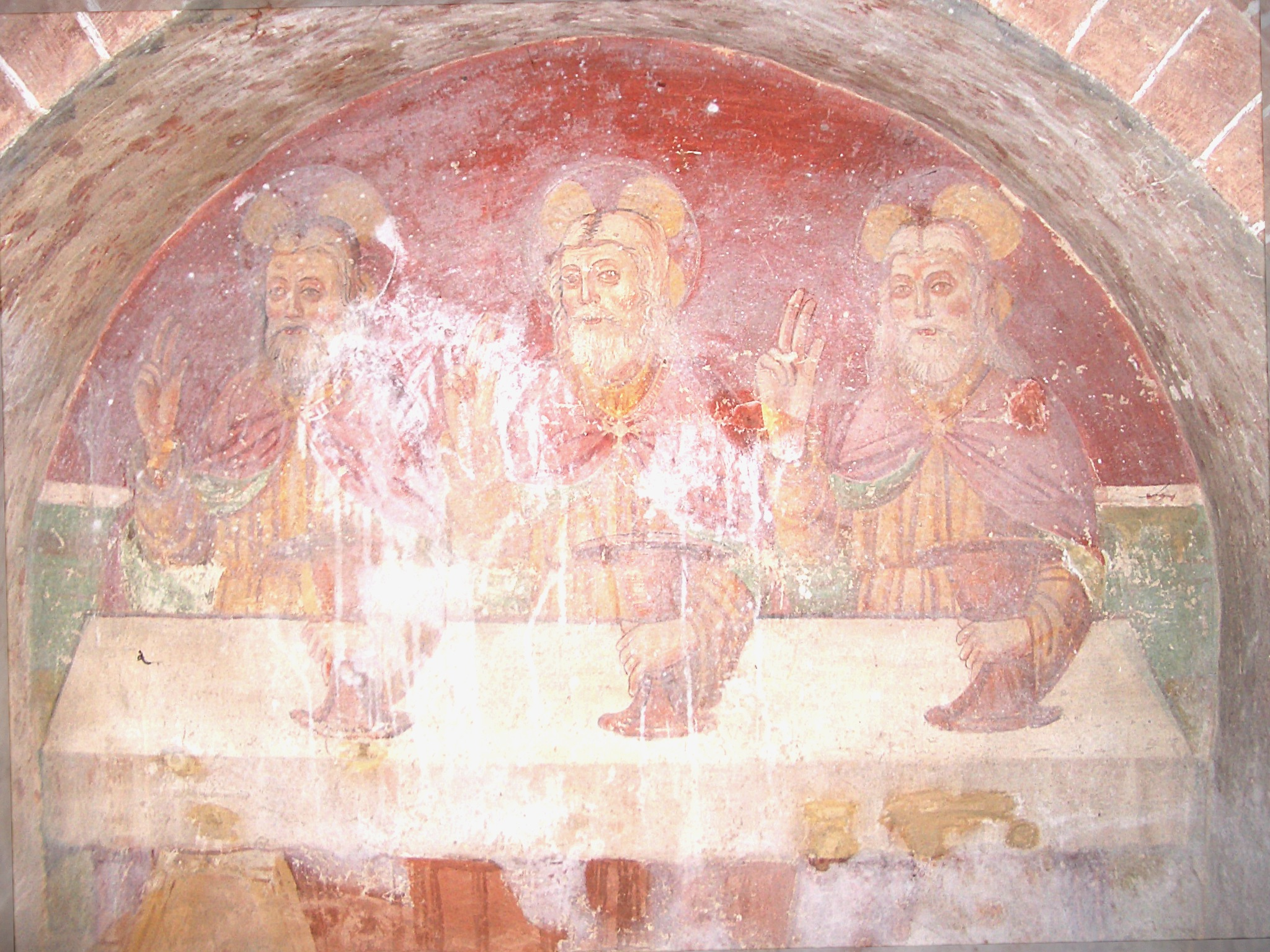
Autore ignoto, XV secolo, Trinità[10], affresco
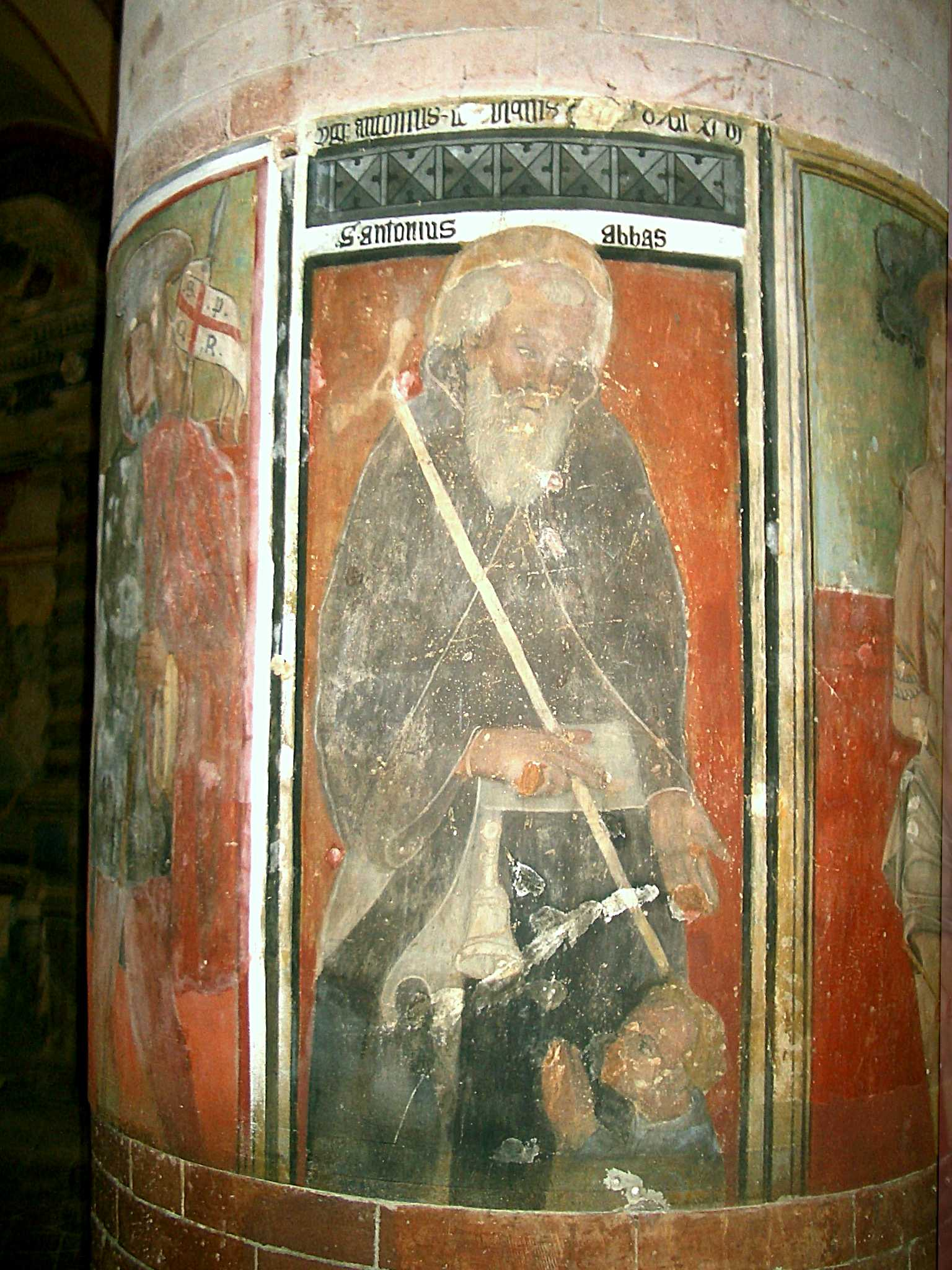
Autore ignoto, XV secolo, Sant'Antonio abate, affresco